# Leubach (Fladungen)
Leubach ist ein Gemeindeteil der Stadt Fladungen im unterfränkischen Landkreis Rhön-Grabfeld in Bayern. Die Gemarkung Leubach hat eine Fläche von 4,795 km². Sie ist in 759 Flurstücke aufgeteilt, die eine durchschnittliche Flurstücksfläche von 6317,53 m² haben.

## Geographie
Das Kirchdorf liegt im Tal des gleichnamigen Flusses, eines rechten Nebenflusses der Streu, auf 529 m ü. NHN. Nordöstlich von Leubach erhebt sich der 780 m ü. NHN hohe Rhönkopf, südlich der Ortschaft befindet sich der 743 m ü. NHN hohe Bloßberg. Die Staatsstraße 2265 verbindet den Ort mit Oberfladungen, das zweieinhalb Kilometer ostsüdöstlich liegt, und Frankenheim/Rhön in Thüringen, etwa drei Kilometer westnordwestlich. Zudem stellt die Kreisstraße NES 27 eine Verbindung nach Rüdenschwinden (1,8 km südlich) her.

## Geschichte
Leubach wurde im Jahr 822 als „Lullubach“ erstmals urkundlich erwähnt. Weitere frühere Varianten des Ortsnamens sind Liotebach und Leupich. Der Ort gehörte der Gräfin Alberada von Banz und wurde im 11. Jahrhundert an das Kloster Fulda übergeben. Im 15. Jahrhundert wurde Leubach zerstört und fiel vorübergehend wüst, bis die Ortschaft durch die Herren von der Tann wiederbesiedelt wurde. Im Jahr 1832 zählte der Ort 326 Einwohner in 47 Wohnhäusern.
Infolge der deutschen Teilung lag der Ort bis 1989 im Zonenrandgebiet an der innerdeutschen Grenze. Leubach wurde am 1. Januar 1972 im Zuge der Gebietsreform in Bayern nach Fladungen eingemeindet.

## Religion
Die katholische Kuratiekirche St. Vitus liegt an einem Berghang oberhalb des Dorfes. Der klassizistische Saalbau aus Stein mit eingezogenem Chorraum und dreiteilig gegliederter Turmfassade wurde zwischen 1795 und 1797 errichtet, nachdem die vorherige Kapelle zu klein geworden war. Leubach ist ein Teil der Pfarreiengemeinschaft Fladungen–Nordheim.

## Baudenkmäler

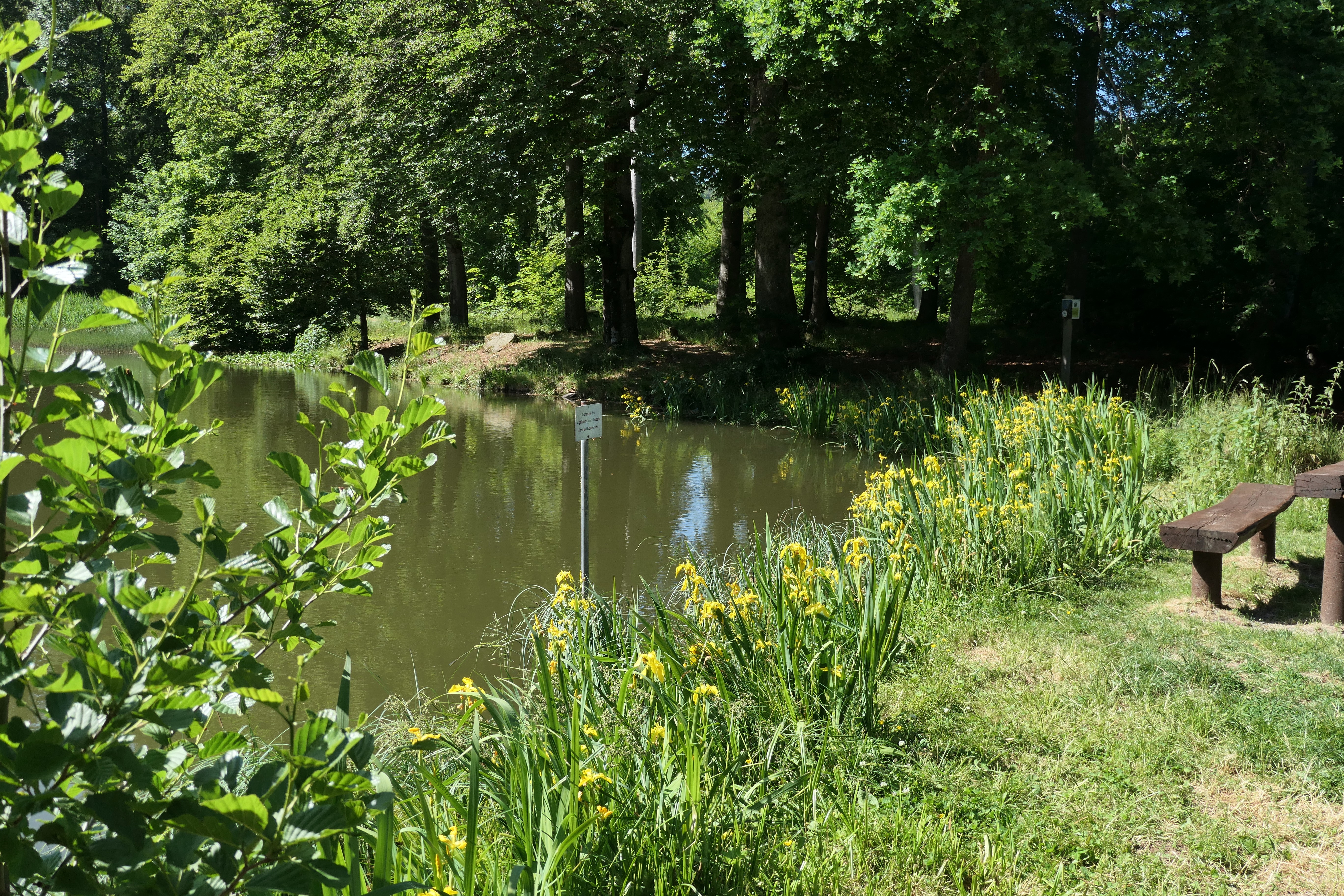
Naturdenkmal „Oberer See“ westlich von Leubach

In der Liste der Baudenkmäler in Fladungen sind für Leubach zehn Baudenkmäler aufgeführt.

## Vereine
Der Angelsportverein, der Backhausverein, die Freiwillige Feuerwehr, der Frühschoppenverein und die Leubacher Jugend haben sich zu einer Vereinsgemeinschaft zusammengeschlossen. Zentraler Ort des Vereinslebens ist die örtliche Mehrzweckhalle.